# Snyd.dk
Snyd.dk er et dansk websted, der blev grundlagt i 1998. Sidens primære formål består fortrinsvis af oversættelse af fremmedsprogede snydekoder til spiltitler på adskillige platformer, hvilket særligt drager god nytte hos danske computerspillere med utilstrækkelige engelskkundskaber. Ydermere består webstedn af hhv. en spilarkade, forum, anmelderblog og bidrager tillige med videogennemgange efter forespørgsel fra sidens besøgende brugere.
Dagligt besøges siden af ca. 4000-5000 besøgende. Snyd.dk postulerer desuden at være Danmarks største hjem for snydekoder til videospil.

## Servernedbrud
Snyds servernedbrud d. 9. oktober 2007 indbefattede et stort tab af hele databasen, der ingenlunde var teknisk mulig at redde. Efterfølgende blev siden omsonst genoprettet under samme domæne, heraf blev der tilgængeliggjort oplysninger om fremtidige planer og redegjort grund for Snyds pludselige nedbrud. Kort tid efter mundede det ud i en provisorisk lukning i et længerevarende tidsrum. Den forhenværende administrator var opgivende og renoncerede på sidens udvikling.
1. marts 2008 blev domænet overtaget af en webdesigner og blev atter genoprettet med samme sigte for øje som tidligere; snydekoder. Dog med en klar og målbevidst indsigt i succes og udbredt popularitet. Siden drives fortsat dagen i dag og er stadig voksende.